# Challenger de León
EL GNP Seguros Tennis Open (anteriormente conocido como Challenger Ficrea, presentado por ultra, Torneo Internacional AGT y Abierto Internacional León) es un torneo profesional de tenis. Pertenece al ATP Challenger Tour. Se jugó desde el año 2003 hasta 2023, en León, para la edición 2024 se trasladó a Acapulco, México.

## Palmarés

### Individuales
| Año  | Campeón                    | Finalista           | Resultado              |
| ---- | -------------------------- | ------------------- | ---------------------- |
| 2023 | Giovanni Mpetshi Perricard | Juan Pablo Ficovich | 6–7(5), 7–6(6), 7–6(3) |
| 2022 | No celebrado               | No celebrado        | No celebrado           |
| 2021 | No celebrado               | No celebrado        | No celebrado           |
| 2020 | No celebrado               | No celebrado        | No celebrado           |
| 2019 | Blaž Rola                  | Liam Broady         | 6–4, 4–6, 6–3          |
| 2018 | Christopher Eubanks        | John-Patrick Smith  | 6–4, 3–6, 7–6(4)       |
| 2017 | Adrián Menéndez-Maceiras   | Roberto Quiroz      | 6–4, 3–6, 6–3          |
| 2016 | Michael Berrer             | João Souza          | 6–3, 6–2               |
| 2015 | Austin Krajicek            | Adrián Menéndez     | 6-7(3), 7–6(5), 6-4    |
| 2014 | Rajeev Ram                 | Samuel Groth        | 6-2, 6-2               |
| 2013 | Donald Young               | Jimmy Wang          | 6–2, 6–2               |
| 2012 | Denis Zivkovic             | Rajeev Ram          | 7–6(5), 6–4            |
| 2011 | Bobby Reynolds             | Andre Begemann      | 6–3, 6–3               |
| 2010 | Santiago González          | Michał Przysiężny   | 3–6, 6–1, 7–5          |
| 2009 | Dick Norman                | Marcel Felder       | 6–4, 6–7(6), 7–5       |
| 2008 | Dawid Olejniczak           | Sam Warburg         | 6–4, 6–3               |
| 2007 | Jo-Wilfried Tsonga         | Bruno Echagaray     | 6–4, 2–6, 6–1          |
| 2006 | Rik de Voest               | Glenn Weiner        | 7–6(2) 7–6(2)          |
| 2005 | Amer Delic                 | Jeff Morrison       | 6–4, 3–6, 6–3          |
| 2004 | Jeff Morrison              | Yen-hsun Lu         | 4–6, 7–6(3), 6–2       |
| 2003 | Adrian Garcia              | Santiago González   | 7–5, 6–3               |

### Dobles
| Año  | Campeones                              | Finalistas                                | Resultado            |
| ---- | -------------------------------------- | ----------------------------------------- | -------------------- |
| 2023 | Aziz Dougaz Antoine Escoffier          | Maximilian Neuchrist Michail Pervolarakis | 7–6(5), 3–6, [10–5]  |
| 2022 | No celebrado                           | No celebrado                              | No celebrado         |
| 2021 | No celebrado                           | No celebrado                              | No celebrado         |
| 2020 | No celebrado                           | No celebrado                              | No celebrado         |
| 2019 | Lucas Miedler Sebastian Ofner          | Matt Reid John-Patrick Smith              | 4–6, 6–4, 10–6       |
| 2018 | Gonzalo Escobar Manuel Sánchez         | Bradley Mousley John-Patrick Smith        | 6–4, 6–4             |
| 2017 | Leander Paes Adil Shamasdin            | Luca Margaroli Caio Zampieri              | 6–1, 6–4             |
| 2016 | Santiago González Mate Pavić           | Sam Groth Leander Paes                    | 6–4, 3–6, 13–11      |
| 2015 | Austin Krajicek Rajeev Ram             | Guillermo Durán Horacio Zeballos          | 4–6, 6–2, 10-8       |
| 2014 | Samuel Groth Chris Guccione            | Marcus Daniell Artem Sitak                | 6-4, 6-3             |
| 2013 | Chris Guccione Matt Reid               | Purav Raja Divij Sharan                   | 6-3, 7-5             |
| 2012 | John Peers John-Patrick Smith          | César Ramírez Bruno Rodríguez             | 6–3, 6–3             |
| 2011 | Rajeev Ram Bobby Reynolds              | Andre Begemann Chris Eaton                | 6–3, 6–2             |
| 2010 | Santiago González Vasek Pospisil       | Kaden Hensel Adam Hubble                  | 3–6, 6–3, [10–8]     |
| 2009 | Sanchai Ratiwatana Sonchat Ratiwatana  | Víctor Estrella Joao Souza                | 6–3, 6–3             |
| 2008 | Carsten Ball Robert Smeets             | Neil Bamford Joshua Goodall               | 6–7(5), 6–4, 10–3    |
| 2007 | Miguel Gallardo-Valles Carlos Palencia | Brendan Evans Brian Wilson                | 6–3, 6–3             |
| 2006 | Pierre-Ludovic Duclos André Ghem       | Rik de Voest Glenn Weiner                 | 6–4, 0–6, 10–3       |
| 2005 | Rajeev Ram Bobby Reynolds              | Rik de Voest Łukasz Kubot                 | 6–1, 6–7(7), 7–6(4)  |
| 2004 | Nathan Healey Tuomas Ketola            | Yen-hsun Lu Danai Udomchoke               | 7–5, 7–6(6)          |
| 2003 | Huntley Montgomery Andres Pedroso      | Bruno Echagaray Jean-Julien Rojer         | 6–7(3), 7 – 5, 6 – 4 |